# Lubuk Kuta
Lubuk Kuta is een bestuurslaag in het regentschap Lahat van de provincie Zuid-Sumatra, Indonesië. Lubuk Kuta telt 409 inwoners (volkstelling 2010).